# اليمن الشمالي
اليمن الشمالي هو مصطلح يستخدم حاليا لوصف المملكة المتوكلية اليمنية (1918-1962) والجمهورية العربية اليمنية (1962-1990) والأنظمة التي سبقتها ومارست السيادة على تلك المنطقة الموجودة حاليا في اليمن الواقع في الجزء الجنوبي الغربي من شبه الجزيرة العربية، تبلغ مساحة المنطقة 195 ألف كيلومتر مربع، وعدد سكانها حوالي ثلاثة عشرة ملايين نسمة، ويحدها من الشمال المملكة العربية السعودية، ومن الجنوب والشرق اليمن الجنوبي، ومن الغرب البحر الأحمر، وطول الساحل الغربي، حتى باب المندب جنوباً، 450 كيلومتر. لم تتخذ أي دولة قامت ضمن تلك الحدود تسمية اليمن الشمالي كتسمية رسمية لها، فقط بات تسمية شائعة بعد إعلان اتحاد الجنوب العربي العام 1963، ومن ثم جمهورية اليمن الديمقراطية الشعبية في 1967.

## التاريخ
بعد انهيار الدولة العثمانية في عام 1918، أصبح شمال اليمن دولة مستقلة باسم المملكة المتوكلية اليمنية. منذ نشأة المملكة، وحتى قيام ثورة 26 سبتمبر 1962، أُسْتُغِل الدين كأداة بيد القابضين على السلطة، لتبرير شرعية الهيمنة، وكوسيلة لتثبيت النظام الاقتصادي، والإجتماعي القائم، وهكذا فُسِّرت عدم طاعة الإمام، بأنها تعني معصية الله، وخروجاً على تعاليم الدين. فالإمام يحيى، ومن بعده الإمام أحمد، حمل كلاً منهما لقب أمير المؤمنين، ليوهما الناس، أن سلطاتهما السياسية والدينية، تستمد أصولها من المبادئ القرآنية والتقاليد النبوية الشريفة.
قامت ثورة 26 سبتمبر 1962 بالإطاحة بالإمام محمد البدر، وتأسست الجمهورية العربية اليمنية. ساندت مصر القوات الجمهورية في حين دعمت السعودية الجانب الملكي. بحلول عام 1968، هزمت القوات الإمامية بانتهاء حصار صنعاء. واعترفت المملكة العربية السعودية بالجمهورية العربية اليمنية عام 1970.
على عكس ألمانيا الشرقية والغربية أو كوريا الشمالية والجنوبية، ظلت علاقات الجمهورية العربية اليمنية وجارتها جمهورية اليمن الديمقراطية الشعبية، والمعروفة أيضًا باسم اليمن الجنوبي، ودية نسبيًا، على الرغم من توتر العلاقات والوصول إلى حالة حرب عام 1972، وعام 1979. أعلنت الدولتان أن التوحيد سيحدث في النهاية، وأعاد رؤساء الشطرين التأكيد على هدف الوحدة خلال اجتماع القمة في الكويت في مارس 1979.

## النظام السياسي
أصبح شمال اليمن جمهورية يُحكم بموجب دستور تم تبنيه في عام 1970، وعلق في عام 1974، وتم استعادته إلى حد كبير بين عامي 1978 وأواخر الثمانينيات. على الرغم من وجود سلسلة من الهيئات التشريعية، إلا أنها مارست القليل من السلطة الحقيقية حتى أواخر الثمانينيات. خلال تلك الفترة، ظل صنع السياسات في أيدي نخبة عسكرية تقدمية عملت عن كثب مع مجموعة متنوعة من المدنيين من بينهم مجموعة كبيرة ومتنامية من التكنوقراط، وزعماء القبائل، وغيرهم من الوجهاء. على الرغم من حظر الأحزاب السياسية رسميًا، إلا أن العديد من الأحزاب كانت موجودة وتعمل بدرجات متفاوتة من النفوذ أثناء الانتخابات وفيما بينها.

## الحكام
| الاسم (ميلاد-وفاة)                    | تولى المنصب                           | ترك المنصب                            | طول فترة الحكم                        | الصورة                                |
| المملكة المتوكلية اليمنية (1918–1962) | المملكة المتوكلية اليمنية (1918–1962) | المملكة المتوكلية اليمنية (1918–1962) | المملكة المتوكلية اليمنية (1918–1962) | المملكة المتوكلية اليمنية (1918–1962) |
| ------------------------------------- | ------------------------------------- | ------------------------------------- | ------------------------------------- | ------------------------------------- |
| يحيى حميد الدين (1869–1948)           | 30 أكتوبر 1918                        | 17 فبراير 1948                        | 29 سنوات و110 أيام                    |                                       |
| أحمد بن يحيى (1891–1962)              | 17 فبراير 1948                        | 19 سبتمبر 1962                        | 14 سنوات و214 أيام                    |                                       |
| محمد البدر (1926–1996)                | 19 سبتمبر 1962                        | 26 سبتمبر 1962                        | 7 أيام                                |                                       |
| الجمهورية العربية اليمنية (1962–1990) |                                       |                                       |                                       |                                       |
| عبد الله السلال (1917–1994)           | 27 سبتمبر 1962                        | 5 نوفمبر 1967                         | 5 سنوات و39 أيام                      |                                       |
| عبد الرحمن الإرياني (1910–1998)       | 5 نوفمبر 1967                         | 13 يونيو 1974                         | 6 سنوات و220 أيام                     |                                       |
| إبراهيم الحمدي (1943–1977)            | 13 يونيو 1974                         | 11 أكتوبر 1977                        | 3 سنوات و128 أيام                     |                                       |
| أحمد الغشمي (1941–1978)               | 11 أكتوبر 1977                        | 24 يونيو 1978                         | 256 أيام                              |                                       |
| عبد الكريم العرشي (1934–2006)         | 24 يونيو 1978                         | 18 يوليو 1978                         | 24 أيام                               |                                       |
| علي عبد الله صالح (1947-2017)         | 18 يوليو 1978                         | 22 مايو 1990                          | 11 سنوات و308 أيام                    |                                       |

## إعادة التوحيد
في مايو 1988، توصلت حكومتا الجمهورية العربية اليمنية وجمهورية اليمن الديمقراطية الشعبية إلى تفاهم يخفض التوترات. واتفقا على تجديد المناقشات بشأن إعادة التوحيد، وإنشاء منطقة مشتركة للتنقيب عن النفط على طول حدودهما غير المحددة، ونزع السلاح من الحدود، والسماح لليمنيين بالمرور الحدودي غير المقيد على أساس بطاقة الهوية الوطنية.
تمت الوحدة اليمنية في 22 مايو 1990، بعملية مخطط لها مدتها 30 شهرًا، ومن المقرر الانتهاء منها في نوفمبر 1992. وصدر أول طابع يحمل اسم «الجمهورية اليمنية» في أكتوبر 1990. بينما شرعت الوزارات الحكومية في الاندماج، ظلت كلتا العملتين ساريتين حتى 11 يونيو 1996.

## التقسيم الإداري

### المخاليف
المخلاف مصطلح تقسيم إداري قديم في اليمن حيث كان اليمنيون يسمون الناحية من بلادهم بالمخلاف مضافاً إلى اسم أبي القبيلة أو اسم المكان أو إلى زعيم مشهور أو بلدة معروفة. وقد ورد اسم المخلاف في الكتابات القديمة المزبورة على الحجارة بصيغة «خلف» اسماً للناحية وقد تفردت اليمن بتسمية المخاليف.
كان في اليمن واحد وثمانين مخلافاً واختلف الكتاب المؤرخون في تحديد عددها تماماً.
المخلاف في تاريخ اليمن ليس له حدود ثابتة بارزة المعالم، تميزت عن غيره من المخاليف، فقد يكون في وقت ما يشمل مقاطعات كثيرة، وقد تضيق مساحته وتقتصر على عدد محدود من القرى وقد يدخل تحت المخلاف عدد من المخاليف. وأحياناً تتداخل المخاليف، فيشمل بعضها أجزاء من مخاليف أخرى، مثل «مخلاف ذي رعين» حيث كان يشمل مخلاف العود ومخلاف حجر، ويافع العليا والسفلى، ومخلاف جيشان، فتقلص المخلاف ولم يبقَ منه سوى عدد من القرى في مدينة يريم.

### العهد العثماني
كانت الدولة العثمانية تُقسم مناطق نفوذها إداريًا إلى إيالات، أُنشئت إيالة اليمن في عام 1539م واستمرت حتى عام 1634م، ومركزها الإداري المخا غربي تعز.
وفي عام 1839م عدل العثمانيين الهيكلة الإدارية لمناطق نفوذهم بما عرف بالتنظيمات العثمانية، نتج عن ذلك تغيير مسمى إيالة اليمن إلى ولاية اليمن في عام 1872م، وأمر والي ولاية اليمن العثماني أحمد مختار باشا بتبديل المركز الإداري من المخا إلى صنعاء، وضم عسير وتخومها إلى «ولاية» اليمن في عام 1872م، لتصبح المنطقة الرابعة إضافة إلى ثلاثة مناطق على مستوى سنجق ((بالتركية: سنجاغي)) أو لواء، لتصبح (ولاية اليمن) أربعة ألوية (جمع لواء)، وهي كالتالي:
1. لواء صنعاء ومخاليفه:
  - ومركزه مدينة صنعاء، ويشمل ثمانية أقضية (جمع قضاء).
2. لواء عسير ومخاليفه:
  - ومركزه مدينة أبها ويشمل ستة أقضية.
3. لواء الحديدة ومخاليفها:
  - ومركزه مدينة الحديدة ويشمل ثمانية أقضية.
4. لواء تعز ومخاليفها:
  - ومركزه مدينة تعز وكان يضم خمسة أقضية.

حيث أن القضاء الواحد يشمل عادة على ناحيتين أو ثلاث، وتتكون الناحية من عدة عزل، وتختلف من حيث كثرتها من ناحية إلى أخرى.
وتتكون العزلة من عدد غير محدود من القرى.
وكان يسمى الحاكم العثماني في اليمن (والي)، ومقر حكمة (ولاية)، وكان يسمى حاكم اللواء (متصرف) وحاكم القضاء (قائم مقام).

### العهد الملكي
حينما هزمت الدولة العثمانية في الحرب العالمية الأولى سنة 1918 سلمت ما كانت تحكمه في اليمن (ولاية اليمن) إلى الإمام يحيى حميد الدين، فعدّل وبدّل وغير في النظام، فاستبدل أمير اللواء ب«المتصرف»، والعامل ب«القائم مقام»، وفصل «قضاء إب» من «لواء تعز» سنة 1340هـ وجعله مرتبطاً بلواء ذمار، ثم بصنعاء مباشرة، وزاد في عدد الألوية، فجعل بلاد صعدة لواء عرف ب«لواء الشام»، وكان حاكمه يدعى ناظرة الشام.
لما استحدث «لواء ذمار» وربط به «قضاء إب» كما ربط به «قضاء زبيد» وكذلك وصاب العالي ووصاب السافل وعتمة، ثم ربط به أيضاً «بلاد البيضاء» بعد امتداد نفوذ الإمام إليها سنة 1342هـ ولم يلبث هذا اللواء بهذا الإتساع إلا فترة قصيرة، كان أمير هذا اللواء عبد الله الوزير فلما عينه الإمام يحيى في أعمال أخرى، ففصل عنه «قضاء إب» وربطه بصنعاء، وفصل عنه عتمة، وأعيد «قضاء زبيد» إلى «لواء الحديدة» كما كان، وجعلت «قضاء البيضاء» قضاء مستقلاً مرتبطاً بالعاصمة، حتى لم يبقَ منه إلا قضاء ذمار فقط، فتولى إدارته شقيقه الأكبر محمد بن أحمد الوزير، كما ربطت «ذمار» نفسها ب«لواء صنعاء»
ثم في 1921م - 1339هـ استحدث الإمام يحيى حميد الدين «لواء حجة» بعد أن أضاف إليه «قضاء حجور» والشرفين وناحية كُحلان، وناحية الأهنوم، وحبور، والسودة، وقد أناطه بابنه الأكبر أحمد يحيى حميد الدين بعد أن قضى على تمرد محسن بن ناصر شيبان، ثم ضم إليه «قضاء ميدي» وناحية عبس، بعد امتداد نفوذ الإمام إليها عام 1241هـ.
وفي سنة 1357هـ أرسل الإمام يحيى ابنه الحسن والياً على إب وجعلها مركز لواء، وضم إليها «قضاء العدين» و«قضاء ذي السفال»، وكانا تابعين لـ «لواء تعز»، كما ضم إليها «قضاءيريم» وقضاء النادرة وقعطبة.
وسلخ من قضاء رداع «مخلاف الحبيشية وبعض مخلاف الرياشية» وجعلهما ناحية مركزها دمت، وأضافها إلى «لواء إب» وأخذ بعض عزل من يريم، وبعض عزل من مغرب عنس، وبعض عزل من حبيش، وجعلها ناحية عرفت ب«ناحية القفر» وكان مركزها ربابة، ثم نقل المركز إلى رحاب.
وفي عهد الإمام أحمد حول مخلاف الشعر إلى ناحية، مركزها الرضائي، ومخلاف بعدان إلى ناحية مركزها العزلة، وجعلهما تابعين لـ «لواء إب» مباشرة. وجعل من البيضاء مركز لواء بعد أن ضم إليها «قضاء رداع» بناحيتيه (جبن - السوادية)، وجعل المحويت «لواء» سنة 1360هـ بعد أن أضاف إليها قضاء كوكبان، وقضاء الطويلة، وناحية حفاش وملحان.
فأصبحت في الأخير اليمن مقسمة إلى 8 ألوية كالتالي:
| - لواء صنعاء - لواء ذمار | - لواء تعز - لواء إب | - لواء الحديدة - لواء المحويت | - لواء الشام (صعدة) - لواء حجة |

### العهد الجمهوري
حينما قامت ثورة 26 سبتمبر سنة 1962 زاد عدد ألوية اليمن بإضافة (لواء مأرب - لواء الجوف - لواء البيضاء) وأصبحت 11 لواء كالتالي:
| - لواء صنعاء - لواء حجة - لواء ذمار | - لواء البيضاء - لواء مأرب - لواء الجوف | - لواء صعدة - لواء المحويت - لواء تعز | - لواء الحديدة - لواء إب |

وسُمي حاكم اللواء محافظاً، وفي السنوات الأخيرة استبدلت النواحي بالأقضية وصار العامل يدعى مدير الناحية.

## الأعلام

علم إيالة اليمن - ولاية اليمن 1517-1634، 1859-1918
علم المملكة المتوكلية 30 أكتوبر 1918 إلى 1923
علم المملكة المتوكلية 1927 إلى 27 سبتمبر 1962 (حتى مايو 1970 في المناطق الملكية)
علم الجمهورية العربية اليمنية 27 سبتمبر 1962 إلى 1 نوفمبر 1962
علم الجمهورية العربية اليمنية
1 نوفمبر 1962 إلى 22 مايو 1990

## تسلسل تاريخي
| التاريخ     | العام       | الحدث |
| ----------- | ----------- | --- |
| 30 أكتوبر   | 1918        | استقلال شمال اليمن من الدولة العثمانية وتأسيس الإمام يحيى حميد الدين للمملكة المتوكلية اليمنية. |
| 17 فبراير   | 1948        | قيام ثورة الدستور واغتيال الإمام يحيى حميد الدين، وتولي نجله أحمد الحكم وقمع الثورة وإعدام قادتها. |
| 28 مارس     | 1955        | قيام انقلاب 1955 بقيادة المقدم أحمد الثلايا ضد الإمام أحمد ومحاصرة قصره في تعز، والقبائل تهاجم المدينة وفشل الانقلاب وإعدام الثلايا وضباط الانقلاب.                                                           |
| يوليو       | 1959        | قيام تمرد 1959 من عدد من مشائخ حاشد وقادة من الجيش ضد الإمام أحمد الذي كان يعالج في إيطاليا، بدعم من نجله البدر، ولكن فشل التمرد بعد أن عاد الإمام أحمد من رحلته وألقى خطاب في الحديدة هدد فيه قادة الانقلاب. |
| 6 مارس      | 1961        | محاولة اغتيال الإمام أحمد في مستشفى الحديدة يقوم بها الضباط الأحرار «العلفي - اللقية - الهندوانة». |
| 19 سبتمبر   | 1962        | وفاة الإمام أحمد بن يحيى متاثرا بجراحه التي أصيب بها في محاولة اغتيال 1961، وتولى ابنه محمد البدر الحكم. |
| 26 سبتمبر   | 1962        | تفجير ثورة 26 سبتمبر على أيدي الضباط الأحرار ضد الحكم الملكي وقيام الجمهورية العربية اليمنية برئاسة عبد الله السلال.                                                                                          |
| 1962 - 1970 | 1962 - 1970 | اشتعال حرب أهلية بين الجمهوريين الذين تساندهم مصر والملكيين الذين تساندهم السعودية. |
| 5 نوفمبر    | 1967        | انقلاب ضد المشير عبد الله السلال اثناء زيارته للعراق، وتشكيل مجلس رئاسي من ثلاثة أمناء، برئاسة القاضي عبد الرحمن الإرياني.                                                                                    |
| 26 سبتمبر   | 1972        | اشتباكات حدودية في حرب 1972 اليمنية بين الجمهورية العربية اليمنية وجمهورية اليمن الديمقراطية الشعبية، والتوصل إلى اتفاق القاهرة 1972 لوقف إطلاق النار بوساطة الجامعة العربية.                                 |
| 13 يونيو    | 1974        | إنقلاب أبيض على القاضي الارياني وتولي السلطة مجلس عسكري مكون من سبعة عقداء برئاسة المقدم إبراهيم الحمدي. |
| 11 أكتوبر   | 1977        | اغتيال إبراهيم الحمدي، وتولى أحمد حسين الغشمي السلطة لأقل من عام. |
| 24 يونيو    | 1978        | اغتيال أحمد حسين الغشمي بحقيبة مفخخة وتولى عبد الكريم العرشي رئاسة الجمهورية. |
| 18 يوليو    | 1978        | تنحي عبد الكريم العرشي عن الرئاسة وتولي علي عبد الله صالح السلطة. |
| مارس        | 1979        | تجدد القتال في حرب 1979 اليمنية بين شمال اليمن وجنوبه. |
| 22 مايو     | 1990        | توقيع اتفاقية الوحدة بين الجمهورية العربية اليمنية وجمهورية اليمن الديمقراطية الشعبية وقيام الجمهورية اليمنية.                                                                                                |